# Ernő Balogh
Ernő Balogh, född 4 april 1897 i Budapest, Österrike-Ungern, död 2 juni 1989 i Mitchellville, Maryland, USA, var en ungersk pianist och tonsättare.
Balogh utbildades vid Liszt-akademien mellan 1905 och 1917 och hade bland andra Béla Bartók som lärare i piano och Zoltán Kodály i komposition.